# Vulcan’s Throne
Der Vulcan’s Throne ist ein pleistozäner Aschenkegel, der am Nordrand des Grand Canyons im Nordwesten des US-amerikanischen Bundesstaates Arizona aufgeschüttet wurde.

## Etymologie
Das Englische Vulcan’s Throne kann im Deutschen als Thron des Gottes Vulkan wiedergegeben werden.

## Geographie
Der Aschenkegel (engl. cinder cone) liegt im Mohave County am North Rim, am Nordrand des Grand Canyons. Der Vulkan bildet Teil des Uinkaret volcanic fields, einem tertiären und quartären monogenetischen Vulkanfeld des südwestlichen Colorado-Plateaus. Das Vulkangebäude sitzt unmittelbar über der steil stehenden, Nord-streichenden Toroweap Fault, die gegenüber dem Auswurfzentrum nur geringfügig nach Osten versetzt hindurchzieht.

### Zugang
Ausgangsorte sind das 90 Kilometer im Norden im Arizona Strip gelegene Colorado City, Fredonia 98 Kilometer im Nordnordosten und das bereits in Utah liegende St. George 145 Kilometer im Nordnordwesten. Der Zugang zum Vulcan’s Throne erfolgt am besten von Fredonia kommend über die Arizona State Route 389, die Mohave County Road 109 und schließlich eine ungeteerte Fahrstraße des National Park Services (NPS-115) durch das Toroweap Valley. Diese endet am Toroweap Overlook (mit Campmöglichkeit im Tuweep Campground), einem beliebten Aussichtspunkt direkt oberhalb des Colorado Rivers. Von dieser Straße zweigt unterhalb vom Toroweap Point (1896 Meter) nach rechts eine Piste ab, welche an der Westseite des Vulkankegels vorbeiführt und am Lava Falls Trailhead oberhalb der Lava Falls mit kleiner Parkgelegenheit endet. Von hier führt der Lava Falls Trail, ein nicht ungefährlicher und anstrengender Abstieg, steil hinab zum Colorado River.
Zum Vulcan’s Throne besteht kein fixer Anstiegsweg, er kann aber dennoch von der Piste aus relativ leicht erklommen werden, da er im natürlichen Böschungswinkel von maximal 31° aufgeschüttet ist. Es sollte aber dennoch wegen des Einsinkens in der Asche gutes Schuhwerk und eine gute Kondition mitgebracht werden.
Die Anfahrt ist nur bei trockener, stabiler Wetterlage zu empfehlen.

### Hydrographie
Südlich unterhalb vom Vulcan’s Throne fließt bei Flussmeile 178 der Colorado River. Der Aschenkegel überragt den auf rund 510 Meter Meerhöhe nach Südwesten ziehenden Fluss um 1045 Meter. Der Vulkanaufbau blockiert das Südende des Toroweap Valleys, das nördlich des Kegels im Toroweap Lake, einem kleinen Rückhaltebecken, aufgestaut wird. Der Überlauf dieses Beckens hat sich sodann Canyon-artig eingetieft und stürzt auf der Ostseite am Vulcan’s Throne vorbei hinab zum Colorado River.

## Beschreibung

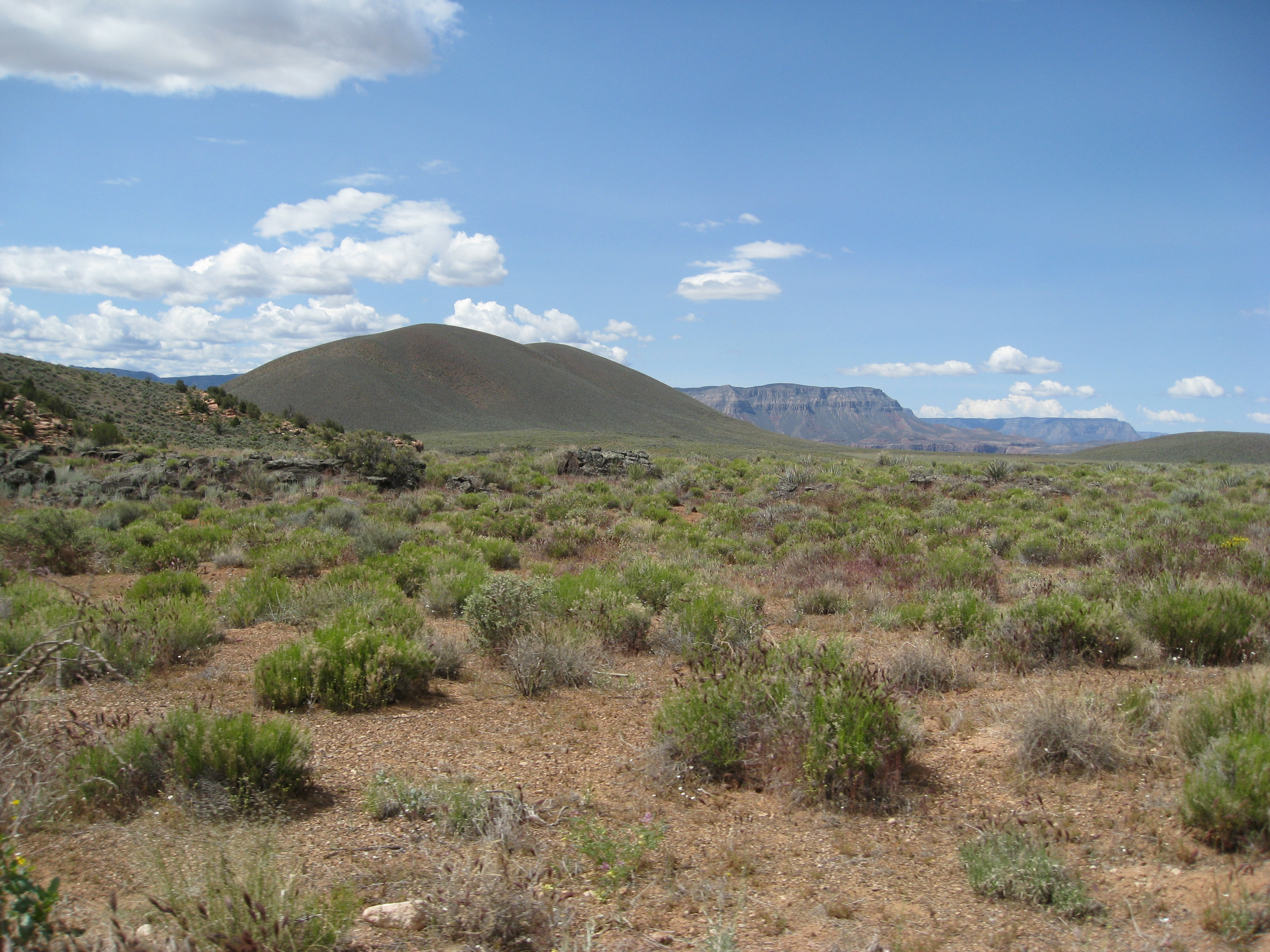
Der Vulcan’s Throne von Nordosten aus dem Toroweap Valley

Der Aschenkegel (auf der geologischen Karte signiert als Qp) baut sich ausgehend vom auf 1378 Meter gelegenen Toroweap Valley bis auf eine Endhöhe von 1555 Meter auf, erreicht somit eine Gesamthöhe von 177 Meter. Der Grundriss des Kegels ist nicht kreisförmig, sondern leicht in die Ostnordostrichtung ausgelängt. Seine Hauptachse misst in dieser Richtung 1500 Meter, seine Breite senkrecht dazu beträgt in etwa 1200 Meter. Sein Förderzentrum gibt sich durch eine kleine Eindellung zu erkennen, welche erosiv nach Süden erweitert ist. Die Toroweap Fault läuft knapp 200 Meter östlich des Förderzentrums vorbei, ihr Verlauf wird durch einen kleinen Einschnitt an der Ostflanke des Kegels markiert.
Begleitet wird der Vulcan’s Throne von weiteren kleineren Aschenkegeln, so finden sich auf seiner Nordwestseite 5 hintereinander aufgereihte Förderzentren, die einem Nordnordwest-streichenden Lineament folgen, auf welchem auch der Vulcan’s Throne selber liegt. An dieses Lineament schließt sich auf seiner Nordostseite der Toroweap Lake (Qf) an, der seinerseits am Nordende zwei weitere Förderzentren aufweist.
Umflossen werden die pyroklastischen Eruptiva von Lavaströmen (Qb), die bis zum 10 Kilometer entfernten Mount Emma im Nordwesten zurückverfolgt werden können. Die Ströme flossen auf der Westseite vom Vulcan’s Throne vorbei und stürzten dann an den Lava Falls als Kaskaden zum Colorado River hinab. Sie sind generell älter als der Vulcan’s Throne, der sich auf ihnen errichtet hat. Es ist aber dennoch auch eine geringfügig jüngere Lavakaskade bekannt. Unterhalb der Lava Falls haben sich im Colorado River Stromschnellen gebildet – die Lava Falls Rapids. Sie sind die gefährlichsten Stromschnellen im Colorado River. Sie wurden aber wider Erwarten nicht von den Lavaströmen verursacht, sondern durch Schlammströme hereingespülte, basaltische Riesengerölle aus dem gegenüberliegenden Prospect Canyon.
An seiner Ostseite stößt der Vulcan’s Throne unmittelbar an den flachliegenden paläozoischen Sedimentstapel des Grand Canyons (der bis zum kambrischen Tapeats Sandstone hinabreichen kann), in diesem Fall an den Esplanade Sandstone der Supai Group. Der Esplanade Sandstone bildet hier einen deutlichen Geländeabsatz und zeigt schöne, Nordost-streichende Klüftung. Dennoch haben ihn schwarzgraue Pyroklastika vom Vulcan’s Throne über eine Distanz von rund 500 Meter bis nahe an den Tuweep Campground abgedeckt. Die Pyroklastika reichen im Norden bis nahe an den Geländesporn des Toroweap Points heran, welcher sich aus Hermit Shale und Kaibab Limestone aufbaut. Im Nordosten des Aschenkegels schiebt sich zwischen Toroweap Lake und der Pyroklastikadecke noch ein Lavastrom, der mit Unterbrechungen zwei Kilometer nach Norden bis in die Höhe des Toroweap Points verfolgt werden kann.
Auf der gegenüberliegenden Talseite des Colorado Rivers (South Rim) befinden sich am Prospect Canyon zwei sehr ähnliche Vulkanbauten, von denen ebenfalls Lavaströme nach Norden in Richtung Fluss ausgehen. Kurz stromaufwärts der Lava Falls kreuzt ein basaltischer Gang (Qi) den Colorado River in nordnordwestlicher Richtung, von dem ein Teilstück im Fluss als Vulcan’s Forge senkrecht stehen geblieben ist.

## Petrologie

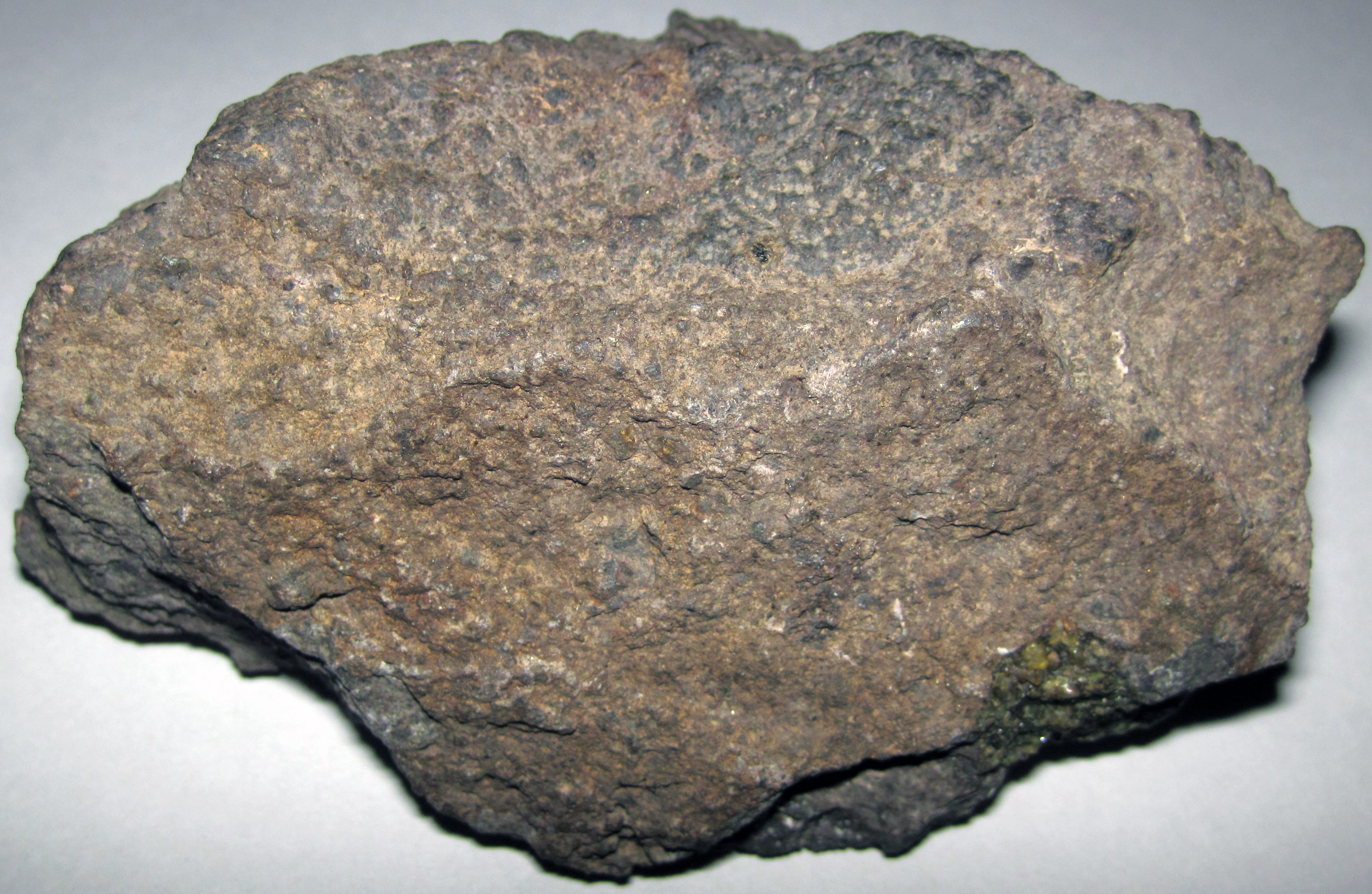
Basanit vom Vulcan’s Throne

Die Auswurfmassen am Vulcan’s Throne bestehen aus vulkanischer Asche, Lapilli, kleinen Bomben und Peperit. Sie besitzen eine mafische, basanitische Zusammensetzung. An einem der kleineren Eruptionszentren konnten ultramafische Einschlüsse und Megakristalle aufgefunden werden. Hierbei handelt es sich um Kumulatseinschlüsse eines fraktionierenden, untersättigten,  basaltischen Magmas. Diese  bestehen vorwiegend aus Spinell-Lherzolithen, sehr selten auch aus Amphibol-haltigen Peridotiten. Die Megakristalle sind meistens Amphibole wie Kaersutit und Klinopyroxene, selten auch Orthopyroxene und Olivine.
Die Spinell-Lherzolithe enthalten neben Olivin Magnesiochromit und einen smaragdgrünen, chromreichen Diopsid (Klinopyroxen). Die amphibolreichen Peridotite führen neben schwarzem, titanreichen Klinopyroxen auch poikilitischen Kaersutit (Amphibol). Sie sind generell an Chrom abgereichert, dafür jedoch an Eisen angereichert. Die Zusammensetzungen des Diopsids deuten auf hohe Krisatllisationsdrucke, wahrscheinlich um 1,0 Gigapascal – entsprechend einer Tiefe von 36 Kilometer bzw. der Grenze Erdkruste/Erdmantel unter dem Grand Canyon. Kaersutit für sich genommen ist nicht aussagekräftig, da das Amphibol über einen weiten Druckbereich verteilt auftreten kann.

## Alter
Der Vulcan’s Throne ist mit 73.000 Jahren datiert worden, bzw. mittels 3Hec auf 72.000 ± 4.000 Jahre. Er entstand somit im Verlauf der Würm-Kaltzeit. Für die umgebenden Lavaströme und -kaskaden ergaben sich Alter von 218.000 bis 70.000 Jahre. Im Einzelnen sind dies:
- Vulcan’s Footrest am Lava Falls Trailhead – 218.000 ± 28.000 Jahre
- Lavastrom nördlich vom Vulcan’s Throne – 208.000 ± 28.000 Jahre
- Toroweap Terrace unterhalb der Lava Falls – 137.000 ± 20.000 Jahre
- Younger Cascade am Westende der Lava Falls – 107.000 ± 9.000 Jahre
- Upper Toroweap Cascade – 94.000 ± 16.000 Jahre
- Toroweap Cascade – 79.000 ± 13.000 Jahre
- Lower Toroweap Cascade – 70.000 ± 20.000 Jahre

Die drei Toroweap Cascades wurden mit der Argon-Argon-Methode datiert und erbrachten im Vergleich zu den Heliumaltern recht junge Ergebnisse, wobei die Lower Toroweap Cascade praktisch ein identisches Alter zum Vulcan’s Throne aufweist.